# Kappa (lettera greca)
Il kappa o cappa (Κ; κ o ϰ) è la decima lettera dell'alfabeto greco. Si pronuncia [k]. È una consonante occlusiva di tipo gutturale, sempre velare ("dura"). Nel sistema numerico dei Greci di età ellenistica, ha valore 20.
La lettera deriva dalla lettera fenicia kaph : da essa si evolvono nell'alfabeto latino la K e in quello cirillico la Ka.